# Laila Haidari
Laila Haidari (nascida em 1978) é uma ativista e dona de restaurante afegã. Ela dirige o Mother Camp, um centro de reabilitação de drogas, que fundou em Cabul, capital do Afeganistão, em 2010. Ela também é dona do Taj Begum, um café em Cabul que financia o Mother Camp. Taj Begum é frequentemente invadido porque quebra tabus; o café é administrado por uma mulher e permite que homens e mulheres solteiros comam juntos. Laila Haidari é o tema do documentário de 2018 "Laila at the Bridge" (Laila na Ponte). Ela foi reconhecida como uma das 100 mulheres mais inspiradoras pela BBC, em 2021.

## Vida pregressa
Laila Haidari nasceu em uma família afegã na cidade de Quetta, no Afeganistão, em 1978. Quando criança, sua família mudou-se para o Irã, como refugiados. Uma noiva criança, Laila Haidari casou-se aos 12 anos com um mulá (homem muçulmano instruído) de cerca de trinta anos. Ela teve seu primeiro filho aos 13 anos. O casal teve três filhos no total.
Quando seu marido permitiu que ela tivesse aulas de religião, Laila Haidari secretamente começou a estudar outras matérias. Ela obteve um diploma universitário em cinema.
Laila Haidari se divorciou do marido quando ela tinha 21 anos. Pela lei islâmica, os filhos permaneceram com o pai.

## Carreira e ativismo
Laila Haidari mudou-se para o Afeganistão em 2009. Em Cabul, ela encontrou seu irmão, Hakim, morando sob a ponte Pul-e-Sokhta com centenas de outros viciados em drogas. Motivada pela condição de seu irmão, o crescente problema das drogas no Afeganistão e a escassez de abrigos administrados pelo governo para viciados, Laila Haidari estabeleceu um centro de reabilitação de drogas em 2010. O centro foi batizado de Mother Camp por seus primeiros clientes. O Mother Camp não recebe fundos do governo ou ajuda externa. É o único centro privado de reabilitação de dependentes químicos da cidade.
Em 2011, Laila Haidari abriu um restaurante, Taj Begum, em Cabul, para financiar o Mother Camp. O restaurante é conhecido por ser administrado por mulheres, uma raridade no Afeganistão, e por fornecer um espaço no qual homens e mulheres casados ou solteiros podem se socializar, um tabu cultural na comunidade local. O restaurante emprega pessoas que moravam no Mother Camp. O restaurante de Laila Haidari foi invadido pela polícia em várias ocasiões, supostamente porque homens e mulheres jantam juntos no espaço, porque Laila Haidari nem sempre usa lenço na cabeça e porque é uma mulher empresária.
Laila Haidari se manifestou contra a presença do Talibã no Afeganistão, incluindo as ameaças que representa aos direitos das mulheres no país. Ela criticou o governo afegão por não incluir as mulheres no processo de paz para a guerra em curso no Afeganistão.
Em 2019, Laila Haidari foi palestrante convidada no Oslo Freedom Forum, organizado pela Human Rights Foundation.

## Reconhecimento
2021 - Reconhecida como uma das 100 mulheres mais inspiradoras pela BBC.

## Laila na ponte
Laila Haidari é tema de um documentário, Laila at the Bridge, dirigido por Elizabeth e Gulistan Mirzaei. O filme ganhou o FACT:Award para documentários investigativos no festival de cinema CPH:DOX de Copenhague, capital da Dinamarca, em 2018. Ela também ganhou o Prêmio de Justiça Social para Documentário no 34º Festival Internacional de Cinema de Santa Bárbara.